# 3583 Бурдетт
3583 Бурдетт (3583 Burdett) — астероїд головного поясу, відкритий 5 жовтня 1929 року.
Тіссеранів параметр щодо Юпітера — 3,483.